# Amaryllis (Shinedown)
Amaryllis is het vierde album van de Amerikaanse rockband Shinedown. Het album werd aangekondigd op 3 januari 2012 voor een release op 27 maart in de VS. Dezelfde dag werd de eerste single van het album, Bully, uitgebracht. Vanaf 17 januari kon het album vooruitbesteld worden. De tweede single, Unity, werd op 12 maart uitgebracht. Samen met het album werd een e-book uitgebracht over de productie van het album onder de naam For Your Sake: Inside the Making of Amaryllis.
Het album is opgenomen in Lighting Sound Studios, Ocean Way Recording, No Excuses Studios en Capitol Studios. De producer van het album is Rob Cavallo die ook het vorige album van de band geproduceerd heeft. Het album is in de VS uitgegeven door Atlantic Records en in de rest van de wereld door Roadrunner Records.

## Tracklist
Alle muziek en teksten zijn geschreven door Brent Smith and David Bassett. Anders is genoteerd. 
| 1.                 | Adrenaline                                                       | 3:26 |
| 2.                 | Bully (Smith, Zach Myers, Bassett)                               | 4:02 |
| 3.                 | Amaryllis                                                        | 4:04 |
| 4.                 | Unity (Smith, Eric Bass, Bassett)                                | 4:12 |
| 5.                 | Enemies (Smith, Bass, Bassett)                                   | 3:08 |
| 6.                 | I'm Not Alright (Smith, Dana Calitri, Nina Ossoff, Kathy Sommer) | 3:07 |
| 7.                 | Nowhere Kids (Smith, Bass, Bassett)                              | 3:11 |
| 8.                 | Miracle                                                          | 3:38 |
| 9.                 | I'll Follow You (Smith, Bass, Bassett)                           | 3:58 |
| 10.                | For My Sake                                                      | 3:47 |
| 11.                | My Name (Wearing Me Out)                                         | 3:36 |
| 12.                | Through the Ghost                                                | 4:01 |
| Totale duur: 44:10 |                                                                  |      |

| 13.                | Diamond Eyes (Boom-Lay Boom-Lay Boom)                              | 5:36 |
| 14.                | Devour (Live from Washington State)                                | 3:56 |
| 15.                | Diamond Eyes (Boom-Lay Boom-Lay Boom) (Live from Washington State) | 5:41 |
| Totale duur: 59:23 |                                                                    |      |

## Bezetting
- Brent Smith – vocals
- Zach Myers – Gitaar
- Barry Kerch – Drums, percussion
- Eric Bass – Basgitaar, Piano

Gastmuzikanten
- Componist: David Campbell
- Extra gitaren: Dave Bassett, Rob Cavallo, Eric Bass
- Keyboard en piano: Jamie Muhoberac
- Extra keyboard: Rob Cavallo
- Achtergrond vocalen op "Bully" en "Enemies": Dave Bassett en Eric Bass
- Groep vocalen op "Adrenaline": Eric Bass, Zach Myers en Barry Kerch
- Koor op "Bully": West Los Angeles Children's Choir
- Trompet op "I'm Not Alright": Wayne Bergeron, Rick Baptist en Paul Klintworth
- Trombone op "I'm Not Alright": Alan Kaplan, Steve Holtman
- Violen: Charlie Bishart, Jackie Brand, Darius Campo, Kevin Connolly, Mario Delcon, Tammy Hatwan, Gerry Hillera, Songa Lee, Natalie Leggett, Serena McKinneym, Sid Page, Alyssa Park, Katia Popov, Michelle Richards, Josefina Vergara, John Wittenberg, Ken Yerke op tracknummers 3,4,6,9,12
- Cello: Steve Richards, Paula Hochhalter, Kim Scholes, Rudy Stein, Suzie Katayama op tracknummers 3,4,6,9,12
- Bas: Dave Stone, Mike Valerio, Nico Abondolo, Don Ferrone op tracknummers 3,4,6,9,12

## Ontvangst
Op 22 oktober 2014 is het album in de VS met goud gecertificeerd door de verkoop van 500.000 exemplaren.

### Albums
| Chart (2012)                    | Top positie |
| ------------------------------- | ----------- |
| Oostenrijkse Albums Chart       | 43          |
| Canadese Album Chart            | 7           |
| Nederlandse Albums Chart        | 85          |
| Duitse Albums Chart             | 36          |
| Japanse Albums Chart            | 108         |
| Zwitserse Albums Chart          | 28          |
| Engelse Album Chart             | 18          |
| US Billboard 200                | 4           |
| US Billboard Alternative Albums | 1           |
| US Billboard Hard Rock Albums   | 1           |
| US Billboard Rock Albums        | 1           |

### Singles
| 2012 | "Bully"           | 94 | 12 | 1 | 3  |
| 2012 | "Unity"           | —  | 22 | 1 | 9  |
| 2012 | "Enemies"         | —  | 29 | 2 | 29 |
| 2013 | "I'll Follow You" | —  | 31 | 2 | 25 |
| 2013 | "Adrenaline"      | —  | —  | 4 | —  |